# مورهد (کنتاکی)
مورهد (به انگلیسی: Morehead) شهری در ایالت کنتاکی کشور ایالات متحده آمریکا است که جمعیت آن در سرشماری سال ۲۰۱۰ میلادی، ۶٬۸۴۵ نفر بوده‌است.